# Калаберда, Вячеслав Леонидович
Вячеслав Леонидович Калаберда́ (1946—2014) — музыкальный педагог, профессор, Заслуженный деятель искусств Карельской АССР (1989), Заслуженный деятель искусств Российской Федерации (2007).

## Биография
В 1964 году окончил Воронежское музыкальное училище.
После окончания в 1968 году Ленинградской государственной консерватории по классу баяна (преподаватель П. И. Говорушко) направлен преподавателем кафедры народных инструментов в Петрозаводский филиал Ленинградской государственной консерватории.
В 1974 году окончил ассистентуру при Ленинградской государственной консерватории.
В 1977—1997 годах — директор, затем первый ректор Петрозаводской государственной консерватории.
Инициатор создания в консерватории кафедры музыки финно-угорских народов (ныне Академия музыки финно-угорских народов) и курса актёров Национального театра Республики Карелия.
С 1997 года — заведующий кафедрой музыки финно-угорских народов Петрозаводской государственной консерватории, профессор по кафедре народных инструментов.
Являлся членом Ассоциации концертных деятелей России, председателем Карельского отделения Российского Фонда культуры (1988—1997).
Скончался скоропостижно 11 февраля 2014 года.

## Публикации
- Проблемы и парадоксы эволюции русских народных инструментов в XX веке. — СПб., 2000
- Кафедра музыки финно-угорских народов: Десятилетний опыт // Актуальные проблемы национального музыкального образования. — Петрозаводск, 2004
- Обработка как жанр художественного самовыражения и передачи традиции в этнической музыке // Этническая музыка и XXI век. Материалы всероссийской научной конференции, 25-28 октября 2007 г. — Петрозаводск.: ПетрГУ. 2007. — С.31-34
- О формировании системы музыкального этнообразования в Карелии // Художественное образование в местах компактного проживания финно-угорских народов. — Петрозаводск.: ПетрГу. 2008. — С. 5-8
- О развитии этнокультурного образования в условиях консерватории // Север в традиционных культурах и профессиональных композиторских школах. — Петрозаводск.: ПетрГУ. 2012. — С.28-35
- Финно-угорская Музыкальная Академия (Кафедра музыки финно-угорских народов Петрозаводской государственной консерватории): десятилетний опыт становления // Музыкальное финно-угроведение. Актуальные проблемы национального музыкального образования. — Петрозаводск.: ПетрГУ. 2005. — С.7-10
- «Карельский» период в творчестве Альбина Репникова // Альбин Репников. Музыка на века. — Петрозаводск.: Verso. 2010. — С.97-101
- О создании факультета этнического искусства финно-угорских народов в Петрозаводской государственной консерватории им. А. К. Глазунова // Этническая культура и XXI век. — Петрозаводск.: ПетрГУ. 2012. — С. 5-8